# Helicosporium abuense
Helicosporium abuense är en svampart som beskrevs av Chouhan & Panwar 1981. Helicosporium abuense ingår i släktet Helicosporium och familjen Tubeufiaceae.   Inga underarter finns listade i Catalogue of Life.